# Universidad de los Hemisferios
La Universidad Hemisferios (también conocida de forma abreviada como UHemisferios o UHE) es una universidad privada, una institución de Educación Superior, sin fines de lucro, ubicada en Quito, Ecuador. Fue fundada en 2004. 

## Principios y visión
La Universidad Hemisferios tiene una orientación cristiana. En su Ideario declara que su misión "es propiciar la búsqueda de la verdad a través de la docencia y la investigación, mediante el diálogo interpersonal y científico, para avanzar en el conocimiento y beneficiar a la persona y la sociedad." Asimismo indica que su visión es "logre formar profesionales competentes, solidarios, éticos y emprendedores que sean capaces de generar ciencia y cultura para favorecer la creación de trabajo y bienestar”.

## Carreras
Las carreras que ofrece la Universidad Hemisferios se definen como mixtas, abiertas y complejas, para promover una educación polivalente e integradora, donde además de los contenidos propios de cada carrera, se fomenta el estudio de las ciencias humanas, como una manera de conducir a los estudiantes a la búsqueda de la verdad y la reflexión crítica del mundo en el que viven.  Actualmente, cuenta con 16 carreras y 6 facultades las cuáles son:
- Facultad Internacional de Ciencias Económicas y Administrativas
- Facultad Internacional de Comunicación e Industrias Culturales
- Facultad de Ciencias de la Salud
- Facultad de Ciencias Jurídicas, Políticas y Relaciones Internacionales
- Facultad de Ciencias Humanas y Sociales
- Facultad de Educación

Mantiene convenios en varias universidades de Europa, Estados Unidos y Latinoamérica, donde sus estudiantes y profesores realizan intercambios. También cuenta con convenios con otras instituciones, como con la Residencia Universitaria Ilinizas y Residencia UniversitariaTulpa para los estudiantes que vienen de fuera. 

## Escuela de negocios
La Universidad Hemisferios cuenta con su escuela de negocios, IDE Business School. Esta institución nació en 1993 con el fin de profesionalizar el quehacer directivo, desarrollando la excelencia en la toma de decisiones y visión estratégica mediante la formación académica vinculada al quehacer empresarial, la investigación y excelencia en la enseñanza. Su propuesta de valor se basa en la dignidad de la persona como el eje del éxito de la organización y la sociedad a largo plazo.

## Maestrías
La Universidad Hemisferios oferta programas de maestría relacionadas con el ámbito empresarial que se establecen en el marco de cooperaciones con instituciones tales como IESE Business School (España),CEIBS (China), IPADE (México), IAE (Argentina), INALDE (Colombia), PAD (Perú), IEEM (Uruguay),ESE (Chile), lo que permite la movilidad de estudiantes y docentes en el marco de intercambios académicos.

## Programas de maestría en oferta
- Maestría de Investigación en Derecho con mención en Derechos Constitucionales, Humanos y Ambientales: ofertada por la Facultad de Derecho.